# Électrodynamique quantique
Pour les articles homonymes, voir quantique.
L'électrodynamique quantique (parfois dite relativiste) est une branche de la physique ayant pour but de concilier l'électromagnétisme avec la mécanique quantique en utilisant un formalisme lagrangien relativiste. Selon cette théorie scientifique, les charges électriques interagissent par échange de photons virtuels.
L'étude statique (absence d'évolution au cours du temps) du champ électrique s'appelle électrostatique, celle du champ magnétique magnétostatique. En dynamique, les deux champs deviennent couplés, devenant une seule discipline, l'électro-magnéto-dynamique. En français, on parle d'électromagnétisme, en insistant sur le couplage, tandis qu’en anglais, on parle d'électrodynamique pour insister sur l'opposition à la statique. Le terme électrodynamique quantique est la traduction littérale de l'anglais quantum electrodynamics (QED), qui est la généralisation de electrodynamics. En français, il aurait été plus intuitif de parler d'électromagnétisme quantique.

## Histoire
La première formulation quantique de l'interaction des radiations et de la matière remonte aux travaux du physicien britannique Paul Dirac qui, pendant les années 1920, est le premier à établir le coefficient de l'émission spontanée d'un atome. Dirac modélise le champ électromagnétique en utilisant un ensemble d'oscillateurs harmoniques discrets (quantification) et en associant des opérateurs d'échelle aux particules. Par la suite, grâce aux travaux de Wolfgang Pauli, Eugene Wigner, Pascual Jordan, Werner Heisenberg et Enrico Fermi — qui introduit une formulation élégante de l'électrodynamique quantique —, les physiciens sont amenés à penser que, en théorie, il est possible de calculer tout processus qui met en jeu des photons et des particules chargées. Cependant, des études plus poussées, dues à Félix Bloch, Arnold Nordsieck (en) et Victor Weisskopf en 1937 et 1939, révèlent que de tels calculs sont seulement exacts au premier ordre dans la théorie de la perturbation, un problème déjà connu grâce aux travaux de Robert Oppenheimer.
C'est le calcul de la valeur théorique du décalage de Lamb par Hans Bethe qui lance véritablement le développement de l'électrodynamique quantique : en utilisant les outils de cette théorie, il estime ce décalage à 1 000 MHz alors que l'équation de Dirac ne trouvait pas de différence. Richard Feynman, qui améliore le calcul de Bethe, affirme par la suite que cette découverte a été la plus importante dans l'histoire de l'électrodynamique quantique.

## Description
L'électrodynamique quantique est un des domaines de la physique les mieux connus. Elle couvre tous les phénomènes, en dehors de la gravitation et de la radioactivité. Elle a servi de modèle pour le développement de la théorie quantique des champs qui s'applique à toutes les particules élémentaires.
Précisément, c'est une théorie des champs pour l'électromagnétisme. Elle décrit l'interaction électromagnétique des particules chargées et de la lumière, et a été appelée la « perle de la physique » pour ses prédictions extraordinairement précises dans la détermination théorique de quantités (mesurées par ailleurs) telles que l'anomalie de moment magnétique des leptons, ou encore le décalage de Lamb des niveaux d'énergie de l'hydrogène.
L'électrodynamique quantique est basée sur des équations relativement simples, celles de Maxwell et celle de Dirac, toutes basées sur l'invariance de Lorentz.
Mathématiquement, cette théorie a la structure d'un groupe abélien avec un groupe de jauge U(1). Le champ de jauge qui intervient dans l'interaction entre deux charges représentées par des champs de spin 1/2 est le champ électromagnétique. Physiquement, cela se traduit en disant que les particules chargées interagissent par l'échange de photons.
L'électrodynamique quantique est la première théorie quantique des champs dans laquelle les difficultés pour élaborer un formalisme purement quantique permettant la création et l'annihilation de particules ont été résolus de façon satisfaisante. 
Tomonaga, Schwinger et Feynman reçoivent en 1965 le prix Nobel de physique pour leur contribution à cette théorie, en particulier par la mise au point du calcul des quantités observables en utilisant la covariance et l'invariance de jauge.

## La renormalisation
La procédure de renormalisation pour s'affranchir de quantités infinies indésirables rencontrées en théorie quantique des champs a trouvé en l'électrodynamique quantique sa première réussite.

## Le lagrangien de l'interaction
Le lagrangien relativiste de l'interaction entre électrons et positrons par l'échange de photons est :
{\displaystyle {\mathcal {L}}={\bar {\psi }}(i\gamma _{\mu }D^{\mu }-m)\psi -{\frac {1}{4}}F_{\mu \nu }F^{\mu \nu }}
{\displaystyle \ \psi } et {\displaystyle {\bar {\psi }}} sont les champs représentant des particules chargées électriquement, les électrons et positrons sont représentés par des champs de Dirac. 
{\displaystyle \gamma _{\mu }} sont les matrices de Dirac, qui se construisent avec des matrices de Pauli {\displaystyle \sigma _{i}}.
{\displaystyle D_{\mu }=\partial _{\mu }+ieA_{\mu }} est la dérivée covariante de jauge,
avec {\displaystyle e} la constante de couplage (égale à la charge élémentaire), 
{\displaystyle A_{\mu }} est le quadrivecteur potentiel de l'électromagnétisme.
Et {\displaystyle F_{\mu \nu }=\partial _{\mu }A_{\nu }-\partial _{\nu }A_{\mu }} est le tenseur électromagnétique apparaissant en relativité restreinte.
Cette part du lagrangien décrit la propagation libre du champ électromagnétique, tandis que la partie ressemblant à l'équation de Dirac décrit l'évolution de l'électron et du positron dans leur interaction par l'intermédiaire du quadrivecteur potentiel.

#### Ouvrages de vulgarisation
- Richard Feynman (trad. Françoise Balibar, Alain Laverne), Lumière et Matière : Une étrange histoire [« QED, The Strange Theory of Light and Matter »], InterÉditions, coll. « Sciences », 1992 (1re éd. 1987), 206 p. (ISBN 978-2-02-014758-3).
- Jean Hladik, Pour comprendre simplement les origines et l'évolution de la Physique quantique, Paris, Ellipses, 2008, 320 p. (ISBN 978-2-7298-3738-9).
- (en) Michael E. Peskin et Daniel V. Schroeder, An Introduction to Quantum Field Theory, Reading (Massachusetts), Perseus Books, coll. « The Advanced Book Program », 1995, 862 p. (ISBN 0-201-50397-2).

#### Ouvrages de référence
- Claude Cohen-Tannoudji, Jacques Dupont-Roc et Gilbert Grynberg, Photons et atomes – Introduction à l'électrodynamique quantique [détail des éditions].
- (en) J. M. Jauch, F. Rohrlich, The Theory of Photons and Electrons (Springer-Verlag, 1980)
- (en) R. P. Feynman, Quantum Electrodynamics (Perseus Publishing, 1998)  (ISBN 0-201-36075-6)